# Planetary Health
Planetary Health (deutsch etwa „planetare Gesundheit“) ist ein neues, multidisziplinäres Forschungsparadigma, umfassendes Gesundheitskonzept und eine entstehende Gesundheitswissenschaft. Bei Planetary Health geht es um die Gesundheit der Menschen und anderer Lebewesen, der Populationen und Ökosysteme und des gesamten Planeten Erde, in dem Verständnis, dass alles Leben untrennbar miteinander verbunden ist.
Das Konzept wurde von der Rockefeller Foundation-Lancet Commission on Planetary Health 2015 entwickelt und wird aktuell zu einer wissenschaftlich-medizinischen Disziplin (mit über 25 Fachgebieten) weiterentwickelt.

## Wissenschaftsentwicklung und Forschungsagenda
Es gibt eine Reihe Ideen, Konzepte, die als Vorläufer des Konzepts von Planetary Health verstanden werden können. Der Begriff „planetarische Gesundheit“ ist nach Susan Prescott aus den Umwelt- und ganzheitlichen Gesundheitsbewegungen der 1970–80er Jahre hervorgegangen. 1980 erweiterte „Friends of the Earth“ die Definition von Gesundheit der Weltgesundheitsorganisation und erklärte: „Gesundheit ist ein Zustand des vollständigen körperlichen, geistigen, sozialen und ökologischen Wohlbefindens und nicht nur die Abwesenheit von Krankheit - persönliche Gesundheit schließt die Gesundheit des Planeten ein“.
Eines der bekanntesten Konzepte ist die von der Gaia-Hypothese Ende der 80er Jahre abgeleitete Idee für eine Planetarische Medizin (Planetary Medicine) von James Lovelock. Eine ähnliche Idee wurde vom Arzt und Professor für Allgemeinmedizin Per Fugelli entwickelt, der im Jahr 1993 schrieb: „Der Patient Erde ist krank. Globale Umweltprobleme können ernsthafte Konsequenzen für die Gesundheit des Menschen haben. Für die Ärzte ist es Zeit, der Welt eine Diagnose zu stellen und einen Therapievorschlag auszuarbeiten“.
Im März 2014 erschien u. a. vom Chef-Editor Richard Horton im Medizin-Journals The Lancet das Planetary Health Manifest: Planetarische Gesundheit ist eine Lebenseinstellung und eine Philosophie für das Leben. Sie stellt den Menschen in den Mittelpunkt, nicht die Krankheit; und Gerechtigkeit, nicht die Schaffung ungerechter Gesellschaften. Wir unterstützen das höchstmögliche Niveau an Gesundheit und Wohlbefinden. Unsere Muster des übermäßigen Konsums sind nicht nachhaltig und werden letztlich den Zusammenbruch unserer Zivilisation verursachen. Die Schäden, die wir unseren Planeten zufügen, sind eine Bedrohung für unsere Existenz als Spezies.
Das Konzept der Rockefeller Foundation-Lancet Commission on Planetary Health wurde im Jahr 2015 in einem umfangreichen Bericht ausgearbeitet.
Forschungsagenda für Planetary Health 
Im Juni 2023 stellte die Königlich Niederländische Akademie der Wissenschaften einen Planetary Health Bericht (Planetary Health. An emerging field to be developed) vor, der auf einen zweijährigen Beratungsprozess basiert. Auf dem Gebiet von Planetary Health wurde viele Wissenslücken identifiziert. Eine Überprüfung der Literatur und eine anschließende Konsultation mit Experten führten zu einer Longlist von mehr als einhundert spezifischen Wissenslücken. Das Wissen für die gesundheitlichen Auswirkungen globaler Umweltveränderungen auf die menschliche Gesundheit sind unvollständig, die Pfade sind unzureichend verstanden, die Wirksamkeit von Abschwächungs- und Anpassungsmaßnahmen sind noch unklar, wie eine rechtzeitige Politik- und Verhaltensänderung Verhaltensänderungen realisiert werden können.

## Grundlagen
Der Report der Lancet-Commission definierte die übergreifenden Prinzipien des Konzeptes Planetary Health. Die Gesundheit des Menschen hängt von gut funktionierenden Ökosystemen ab, sowie von den menschlichen Aktivitäten, diese Ökosysteme in einem guten Zustand zu erhalten. Die Schädigung von Luft, Wasser und Böden haben in Kombination mit einem bedeutenden Verlust an Biodiversität einen substanziellen negativen Einfluss auf die Gesundheit. Diese bestehen in einem Verlust der Ernährungssicherung, Verlust der Verfügbarkeit von Wasser, häufigerem Kontakt mit übertragbaren und nicht übertragbaren Krankheiten und mehr Todesfällen durch extreme Wetterereignisse.
Insbesondere die Produktion von Energie und Lebensmitteln haben den Gesamtzustand des Planeten derart tiefgreifend und nachhaltig negativ beeinflusst, dass Geologen mittlerweile von einem Übergang vom Holozän zum Anthropozän sprechen, da die angestoßenen Veränderungen auf geologischen Zeitskalen wirken und auch in Jahrmillionen noch nachweisbar sein werden.
Die Präsidentin der Rockefeller Foundation Judith Rodin erklärte Planetary Health als neue Disziplin in Bezug auf die globale Gesundheit. Mit ihrer Hilfe soll auf die Abhängigkeit des Menschen vom Wohlergehen der ihn umgebenden Umwelt hingewiesen werden. Mit Hilfe von Schulungen und Partnerschaften auf nationaler und internationaler Ebene soll das Bewusstsein für diese Probleme bei allen Beteiligten geschärft werden, so dass Gesetzgeber ihre Auflagen und Regularien anpassen, um eine bessere Balance zwischen Fortschritt und Beeinträchtigung der Umwelt zu erreichen.
Planetary Health ist komplementär zu den Konzepten wie Public Health, Umweltgesundheit, Ecohealth, One Health, International Health und Global Health, gilt jedoch als der umfassendste Gesundheitsansatz, da er auch alle Gebiete der Nachhaltigkeit, des Globalen Wandels, Klimawandel, Energie, Ökonomie, Ökotoxikologie, Mental Health etc. umfasst.
2023 veröffentlichte der WBGU das Hauptgutachten „Gesund Leben auf einer gesunden Erde“, welches auf dem Planetary Health Ansatz basiert. Das Gutachten empfiehlt „ein fundamentales Umdenken im Umgang mit Gesundheit. Zahlreiche Ursachen wie der Klimawandel führen die Verletzlichkeit unserer Gesellschaften vor Augen: unsere Lebensweise ist eine der Ursachen für diese Vulnerabilität. Die zivilisatorische Entwicklung hat die Artenvielfalt verringert und die Gesundheit der Ökosysteme beeinträchtigt und gefährdet nun auch die Gesundheit der Menschen.“

## Planetary Health Diet
2019 stellten Forscher von PIK, SRC und Aalto-Universität die Planetary Health Diet vor, mit deren Vorgaben die Ernährung von bis zu 10 Milliarden Menschen möglich wäre, ohne planetare Grenzen zu übertreten. Die nach Anbauregionen differenzierten Empfehlungen sehen durchschnittlich 2500 kcal als Tagesbedarf und beispielsweise die Reduzierung von Fleisch- und Zuckerkonsum zugunsten von Gemüse, Hülsenfrüchten und Nüssen vor. Auch die Reduktion der Lebensmittelverschwendung spielt im Bericht "Food Planet Health" der EAT-Lancet Commission eine Rolle.

## Planetary Health Alliance
Im Dezember 2015 gründete die Harvard University zusammen mit der Wildlife Conservation Society und anderen Partnerorganisationen die Planetary Health Alliance, um Planetary Health weltweit zu fördern. Die Planetary Health Alliance ist ein weltweiter Zusammenschlusses von über 350 Universitäten, NGOs, Behörden und Forschungsinstituten mit über 20.000 Akteuren. Die Allianz zielt darauf ab, die Entwicklung eines „rigorosen, politikorientierten, transdisziplinären Bereichs der angewandten Forschung zu unterstützen, der darauf abzielt, die Auswirkungen des sich beschleunigenden Wandels der Struktur und Funktion der natürlichen Systeme der Erde auf die menschliche Gesundheit zu verstehen und anzugehen“.
Unabhängig geführte PHA Regional Hubs (insgesamt gibt es 10 weltweit) fungieren als lokal verwurzelte Praxisgemeinschaften, die PHA-Mitglieder in geografischen Clustern zusammenbringen, um gemeinsam Forschung, Bildung, Politik und Öffentlichkeitsarbeit im Bereich der Planetarischen Gesundheit voranzutreiben, die für bestimmte lokale Kontexte relevant sind.
2022 fand die Gründung des Planetary Health European Hub in Amsterdam statt, wo 72 Institutionen vertreten waren. Organisiert wurde das Gründungstreffen von der Planetary Health Alliance, dem European Environment and Sustainable Development Advisory Councils Netzwerk (EEAC Network) und Natura Artis Magistra (ARTIS). Das PHA-Europa-Sekretariat wurde in den Niederlanden angesiedelt. Die Koordination wird gemeinsam von der Universität Maastricht und dem University Medical Center Utrecht (UMC Utrecht) übernommen.

## Forschung, Lehre und Studienmöglichkeiten
In den letzten Jahren wurden international Studienprogramme, Forschungseinrichtungen und auch entsprechende Lehrstühle eingerichtet bzw. sind in Vorbereitung. In Deutschland wurde durch die Planetary Health Academy eine Vielzahl von Kursen und Workshops durchgeführt.
Universität Bayreuth
- Professur für Planetary and Public Health
- Studiengang: Environment, Climate Change and Health (M.Sc.) und Global Food, Nutrition and Health (M.Sc.)[24]

Universität Bonn
- Innovation for Planetary Health Hertz Chair

Charité – Universitätsmedizin Berlin und PIK
- Professur für „Klimawandel und Gesundheit“

Universität Erfurt
- Institute for Planetary Health Behaviour[26]

Universität Heidelberg
- Forschungsfeld Planetary Health - Medizinische Fakultät Mannheim der Universität Heidelberg[27]

Universität Würzburg
- Arbeitsgruppe Klima und Planetare Gesundheit[28]

Universität Maastricht
- Chair for Planetary Health[29]